# Linia kolejowa Eisfeld – Schönbrunn
Linia kolejowa Eisfeld – Schönbrunn – dawna jednotorowa i niezelektryfikowana wąskotorowa (1000 mm) linia kolejowa w kraju związkowym Turyngia. Łączyła miejscowości Eisfeld i Schleusegrund.